# 2991 Bilbo
2991 Bilbo este un asteroid din centura principală, descoperit pe 21 aprilie 1982 de Martin Watt.